# Robert Hosp
Robert Hosp (Basilea, 13 dicembre 1939 – 5 ottobre 2021) è stato un calciatore svizzero, di ruolo attaccante.